# Філіп Персолл Карпентер
Філіп Персолл Карпентер (англ. Philip Pearsall Carpenter; 4 листопада 1819 — 24 травня 1877) — англійський пресвітеріанський пастор, малаколог і конхіолог.

## Біографія
Філіп П. Карпентер народився 4 листопада 1819 року в Бристолі. Його батьком був унітаріанський пастор Лант Карпентер.
Карпентер здобув освіту в Триніті-Бристольському коледжі, а потім у Манчестерському коледжі в Йорку. Отримав ступінь бакалавра в Лондонському університеті в 1841 році, в рік його висвячення на священика.
Карпентер був пресвітеріанським священиком у Воррінгтоні між 1846 і 1862 роками. Вивчав колекцію раковин у місцевому музеї між 1860 і 1865 роками, перш ніж переїхати до Канади.
У 1860 році він одружився з Мінні Меєр. Мінні народилася приблизно в 1830 році в Гамбурзі, Німеччина. Її батьки невідомі.
Карпентер помер 24 травня 1877 року в районі Сент-Антуан, Монреаль (Квебек, Канада) від черевного тифу, ускладненого ревматизмом.

## Часткова бібліографія
- Gould, A.A., and P.P. Carpenter. 1856. Descriptions of shells from the Gulf of California and the Pacific coasts of Mexico and California. Part II. Proceedings of the Zoological Society of London 1856(24): 198—208.
- Carpenter, P.P. 1856. Monograph of the shells collected by T. Nuttall, Esq., on the California coast, in the years 1834-5. Proceedings of the Zoological Society of London 1856(24):209–229.
- Carpenter, P.P. 1857. Report on the present state of our knowledge with regard to the Mollusca of the west coast of North America. Report of the British Association for the Advancement of Science 1856: 159—368 + 4 plates.
- Carpenter, P.P. 1857. Catalogue of the collection of Mazatlan shells, in the British Museum: collected by Frederick Reigen. London. 552 pp.
- Carpenter, P.P. 1857. Catalogue of the collection of Mazatlan shells, in the British Museum: collected by Frederick Reigen. 2nd ed. Oberlin Press, Warrington i–viii + i–xii + 552 pp.
- Carpenter, P.P. [1857] 1967. [reprint of] Catalogue of the collection of Mazatlan shells, in the British Museum: collected by Frederick Reigen. [British Museum, London] Paleontological Research Institute, Ithaca, NY i–iv + ix–xvi + 552 pp.
- Carpenter, P.P. 1860. Lectures on molluscs. Smithsonian Report 1860:117.Carpenter, P.P. 1872. The molluscs of Western North America, 1872. Smithsonian Miscellaneous Collections 12: 1–446.